# ديفيد لوي
ديفيد لوّي (بالإنجليزية: David Lowe)‏ هو عالم وممثل بريطاني، ولد في 17 أبريل 1955 بليفربول في المملكة المتحدة.

## أعمال

### أفلام
- (1998) الرجل ذو القناع الحديدي[3][4]
- (2011) منتصف الليل في باريس[5]

## وصلات خارجية
- ديفيد لوي على موقع IMDb (الإنجليزية)
- ديفيد لوي على موقع ألو سيني (الفرنسية)
- ديفيد لوي على موقع أول موفي (الإنجليزية)
- ديفيد لوي على موقع قاعدة بيانات الأفلام السويدية (السويدية)
- ديفيد لوي على موقع قاعدة بيانات الفيلم (الإنجليزية)
- ديفيد لوي على موقع كينوبويسك (الروسية)